# 2,2,4-trimethylpentaan
2,2,4-trimethylpentaan of iso-octaan is een vertakt isomeer van n-octaan. Iso-octaan is een van de hoofdcomponenten van benzine. De klopvastheid (het octaangetal) van iso-octaan is per definitie vastgesteld op 100.